# Баиев, Хасан Жунидович
Хаса́н Жуни́дович Баи́ев (род. 4 апреля 1963, Алхан-Кала, Чечено-Ингушская АССР) — советский, российский и американский хирург, самбист, дзюдоист, меценат; писатель.
Мастер спорта СССР; член сборной команды СССР по самбо и дзюдо; чемпион США по самбо, чемпион США по боям без правил, обладатель чёрного пояса по дзюдо. Получил известность после того, как ампутировал ногу лидеру чеченских сепаратистов Шамилю Басаеву.

## Биография

### Происхождение
Родился 4 апреля 1963 года в пригороде Грозного Алхан-Кала, чеченец. В 1985 году окончил Красноярский медицинский институт. Его специальностью была челюстно-лицевая хирургия. Студенческая работа Баиева «Огнестрельные ранения головы и шеи в мирное время» попала в научный сборник. После окончания института вернулся на родину. Стал главным специалистом республики в области пластической хирургии. В 1989 году сделал первую в Чечено-Ингушетии круговую подтяжку лица.

### Первая чеченская война
После начала первой чеченской войны отправил в Ингушетию жену с детьми и 90-летним отцом, а сам остался. Сестра, тоже медсестра, и мать остались с ним. Он оказался единственным врачом на пять населённых пунктов, в которых проживало примерно 100 тысяч человек. К тому же ему часто привозили раненых из других районов. Хасану пришлось на ходу осваивать военно-полевую хирургию. Во время первой военной кампании вёл записи о проделанных операциях. За полтора года этой войны прооперировал более 4600 человек, как мирных жителей, так и участников боевых действий с обеих сторон конфликта. Свою «Ниву» он использовал как машину скорой помощи.
Хасан недооцененный человек. Редко кто вспоминает, что он спасал мирных жителей, российских солдат. Журналисты упоминают его имя лишь в связи с тем, что он оперировал Басаева, Бараева и Радуева. Но он просто врач. Это его работа — помогать всем больным, быть верным клятве Гиппократа.
Иногда к нему одновременно привозили на лечение и российских солдат, и чеченцев. Случалось, что ваххабиты приносили в госпиталь своих раненых и, требуя лечить «своего», сбрасывали со стола человека, которому в тот момент делали операцию.
Не было электричества, воды, лекарств, перевязочных средств, медицинских инструментов. Для освещения приходилось использовать свечи и керосиновые лампы. Для ампутаций использовалась ножовка по металлу, при трепанациях черепа — ручная дрель. Часто не было донорской крови и персонал больницы, в том числе и сам Баиев, отдавал свою. Ему удавалось поспать не больше трёх часов в сутки. Операции часто приходилось делать под грохот обстрелов, из-за которых в больнице не было окон и дверей. Не было анастезиолога, не было обезболивающих средств, поэтому операции приходилось делать под местным наркозом, иногда до 30 в день. Однажды за 48 часов он провел 67 ампутаций. Местные жители помогали работникам больницы чем могли: едой, медикаментами.
Впоследствии Хасан Баиев говорил:
Мне было тяжело не только физически, но и морально. Я, врач, который привык улучшать внешность, вынужден был ампутировать руки-ноги. Раньше после моих операций пациенты уходили красивыми, а во время войны — инвалидами. Иногда я шёл по улице, и мне мерещилось, что вокруг нет ни одного человека с целыми конечностями.
Однажды в его дом попали снаряды из «Града». Он выскочил из подвала, в котором прятался вместе с родными, и, не оглядываясь на разрушенный дом, огородами побежал в госпиталь. Односельчане рассказывали:
Смотрим — бежит наш. Пробежал мимо горевшего дома брата и даже не остановился, знал, что сейчас в госпиталь начнут приносить раненых.
Как-то две женщины привели ему на операцию корову, которой осколок попал в шею. Хасан разозлился: «Я людей не успеваю оперировать!». Но потом выяснилось, что в семье пять детей, и если корова умрёт, то кормить их будет нечем. Впоследствии в благодарность Баиеву передали банку сметаны от этой коровы.
Среди его пациентов были Шамиль Басаев, Салман Радуев, Арби Бараев. В 1996 году он сделал операцию тяжело раненному Арби Бараеву. Радуеву разрывная пуля попала в щёку и выбила глаз. Баиев оперировал его несколько раз, под дулами автоматов собирал подобие лица, менял фрагменты хряща и костей, восстанавливал форму носа — фактически воссоздавал лицо заново. Последнюю операцию сделал ему в 1998 году в связи с осложнением. Всего Радуеву было сделано не менее семи пластических операций. Шамиль Басаев подорвался на мине при выходе из Грозного. У него была раздроблена ступня. Чтобы избежать гангрены, пришлось ампутировать ногу до нижней трети голени. Однажды к нему приехал Арби Бараев со своим отрядом. Он арестовал Баиева, провёл над ним суд и приговорил к расстрелу за лечение федеральных военнослужащих. Баиева уже вели расстреливать, когда на территорию больницы приехала машина с раненными бойцами Бараева. Им нужна была срочная медицинская помощь, и расстрел отложили на то время, что Баиев их лечил. Затем начались боевые действия и бараевцам стало не до Баиева.
После ухода Бараева в Алхан-Калу вошли федеральные войска. Баиева повели расстреливать за то, что он лечил боевиков. Но местные жители встали между Баиевым и федералами и сказали: «Тогда и нас расстреливайте». На это солдаты не решились.

### Вторая чеченская война
После начала второй чеченской войны он опять стал помогать раненым. На ведение записей у него не хватало ни сил, ни времени. По его собственным словам, во время второй войны он прооперировал вдвое больше людей, чем в первую.
Баиева опять начали преследовать обе воюющие стороны. Однажды его жестоко избила группа спецназа, а затем использовала его в качестве живого щита от боевиков. Неизвестными был убит племянник Хасана, который часто ассистировал ему во время операций. Поэтому в апреле 2000 года с помощью иностранных благотворительных организаций Хасан Баиев тайно вывез семью в США.

### В эмиграции
Его поселил у себя сотрудник Массачусетского технологического института, инженер и троцкист Феликс Крейзель. Из-за боевых действий Хасан Баиев получил три контузии. После приезда в США у него открылось кровотечение желудка, была полная потеря памяти, он не мог заснуть по ночам, стонал и кричал во сне. С ним в течение полугода работала бригада психологов. В общей сложности в течение четырёх лет восстанавливал своё здоровье.
Первое время, чтобы обеспечить семью, работал садовником, стриг газоны, убирал мусор. Тогда же начал писать книгу. «Клятва, или Хирург под огнём» переведена на 20 языков. Написать книгу ему помогла супружеская чета Рут и Ник Даниловы. В США эта книга стала бестселлером. Её используют как пособие по экстремальной медицине в американских университетах. Но эту книгу не взялось печатать ни одно российское издательство:
Боюсь, что в России книга не выйдет, потому что моя трактовка войны понравится не всем. Здесь нет восхвалений в адрес военачальников, которые считаются чуть ли не героями. Я таких не встречал, тем более что в гражданской войне героев не бывает. Я также далёк от героизации ичкерийцев и тем более их лидеров, которые привели к трагедии. Один из бывших деятелей Ичкерии, прочитав книгу, позвонил мне и сказал, что мне так удалось описать события, что ни одна из сторон не останется довольной. На самом деле этот человек сделал мне комплимент. Я не собирался оправдывать или идеализировать кого-то. Просто написал то, что видел.
По мотивам этой книги был поставлен моноспектакль. Роль Баиева сыграл актёр Ян Барфорд.
Американским медицинским сообществом Баиеву была присуждена международная премия «Врач мира»; инициативными группами в США, Великобритании и Японии ему присваивались звания «Человек года». Про него был снят документальный фильм. Американские врачи разрешили ему без всякого лицензирования ассистировать при операциях в Вашингтонском госпитале.
В США создал и возглавил фонд помощи чеченским детям. Периодически читает лекции в университетах США о том, как должен действовать доктор на войне. Несколько раз в год приезжает в Чечню, чтобы бесплатно сделать операции детям с врождёнными патологиями, привозит протезы для детей-инвалидов. Кроме того, оказывает помощь детям Вьетнама, Колумбии, других стран Азии, Африки и Южной Америки. Когда он приезжает домой, к нему записываются на приём люди изо всех близлежащих сёл, и не только для пластических операций — записываются больные с диабетом, переломами, гриппом. Баиев пытается объяснить, что это не его профиль, но внушения помогают мало: «Нет-нет, ничего не знаю, мне только Хасан нужен. Он в войну один нас всех спасал, и сейчас надежда только на него».
Лариса Гузеева познакомилась с Баиевым, когда приезжала на кинофестиваль в Грозный. Баиев согласился сделать ей операцию по коррекции век. Но он соглашается оперировать только в Грозном:
Некомфортно мне там, я привык к своему персоналу, к своей операционной. К тому же у меня тут основная работа, я оперирую детей с врожденными челюстно-лицевыми пороками, мне некогда в Москву каждый раз летать. Кому надо — добро пожаловать в Грозный.
Операция прошла удачно, и Гузеева поведала об этом прессе:
Летала в Грозный. В «Останкино» сначала шутили: «А что не в сектор Газа?» Там была такая кушетка, покрытая коричневой клеёнкой. Всё было стерильно. Других условий не было, но всё было шикарно. Да половина «Останкино» у него делала операции!
После этого в Чечню на операцию к Баиеву стали приезжать столичные знаменитости.
Из интервью Баиева:
Сюда ко мне приезжало немало именитых артистов кино и театра, работников телевидения и звезд отечественного шоу-бизнеса. Они довольны результатами, но всем обычно рассказывают, что делали пластику во Франции или Швейцарии. Летать в Грозный пока не модно.
Совершил малый хадж в Мекку. В 2017 году блогер из Северной Осетии Белла Царахова вместе с рядом общественных организаций подала заявление в Нобелевский комитет с просьбой присудить чеченскому врачу Хасану Баиеву Нобелевскую премию мира.

### Спортивная карьера
В 1976 году начал заниматься самбо и дзюдо, мастер спорта СССР по этим видам спорта. Его первым тренером был Ваха Хасанович Чапаев. Затем перешёл к Феликсу Куцелю. Во время учёбы в институте продолжал тренироваться. В 1989 году занятия дзюдо пришлось оставить из-за нехватки времени. После переезда в США с целью психологической реабилитации возобновил тренировки.
Результаты выступлений в США
| Дата | Соревнование                                            | Место проведения | Результат |
| ---- | ------------------------------------------------------- | ---------------- | --------- |
| 2006 | ASA Battle of Brooklyn 4 man freestyle sambo tournament | Бруклин          | 1-е место |
| 2006 | ASA Battle of Brooklyn 4 man freestyle sambo tournament | Бруклин          | 1-е место |
| 2006 | ASA North American Freestyle Sambo Championships        | Рэуэй            | 1-е место |
| 2004 | USSA World Open Sambo Championships/Pan Am              | Орландо          | 1-е место |
| 2001 | USSA/FIAS West World Open                               | Альбукерке       | 4-е место |
| 2001 | USSA/FIAS West World Open (среди мастеров 30—39 лет)    | Альбукерке       | 1-е место |
| 2001 | USSA/FIAS West World Open (среди мастеров)              | Альбукерке       | 1-е место |

## Семья
Четверо детей.